# 博尔扎诺-上阿迪杰自治省
博尔扎诺-上阿迪杰自治省（義大利語：provincia autonoma di Bolzano – Alto Adige），德语称博岑-南蒂罗尔自治省（德語：Autonome Provinz Bozen – Südtirol），简称上阿迪杰（Alto Adige）或南蒂罗尔（Südtirol），是意大利特伦蒂诺-上阿迪杰大区的一个省，下分有116个市镇。全省面积7400平方公里，2005年人口为487673人。首府博尔扎诺。此自治省的主體民族是奧地利人，通行德語。本大區原為奧匈帝國領土，一戰後割讓予義大利。
根据基于2011年人口普查的2014年数据，有62.3％的人口第一语言为德语（书面形式为标准德语，而口头形式为奥巴方言）；23.4％的人口讲意大利语，主要是在两个最大的城市（博尔扎诺和梅拉诺）及其附近；4.1％的人讲拉定语，这是一种雷蒂亚-罗曼语；10.2％的人口（主要是新移民）母语为另一种语言。
该省拥有相当大的自治权，包括大量的专有立法权和行政权。这使得该省在保留90％的收入的同时，依然为国家财政预算的净支出省。截至2016年，南蒂罗尔州是意大利最富有的省，也是欧盟最富有的省之一。
在欧盟的大背景下，该省是蒂罗尔-南蒂罗尔-特伦蒂诺欧洲边境合作区的三个成员之一，该地区几乎完全与蒂罗尔伯国的历史区域相对应。其他成员包括位于东部和北部的奥地利蒂罗尔州，以及南部的意大利特伦托自治省。

## 友好城市
- 中国河北省张家口市（2007年11月23日缔结）

## 延伸阅读
- Gottfried Solderer (ed.) (1999–2004). Das 20. Jahrhundert in Südtirol. 6 Vol., Bozen: Raetia Verlag. ISBN 978-88-7283-137-3
- Antony E. Alcock (2003). The History of the South Tyrol Question. London: Michael Joseph. 535 pp.
- Rolf Steininger (2003). South Tyrol: A Minority Conflict of the Twentieth Century. New Brunswick, New Jersey: Transaction Publishers. ISBN 978-0-7658-0800-4
- Georg Grote (2012). The South Tyrol Question 1866–2010. From National Rage to Regional State. Oxford: Peter Lang. ISBN 978-3-03911-336-1
- Georg Grote, Hannes Obermair (2017). A Land on the Threshold. South Tyrolean Transformations, 1915–2015. Oxford/Bern/New York: Peter Lang. ISBN 978-3-0343-2240-9